# Матульи
Матульи (хорв. Matulji) — община в Хорватии, входит в Приморско-Горанскую жупанию. Община состоит из 23 населённых пунктов. По данным 2001 года, в ней проживало 10 544 человека. Общая площадь общины составляет 175,6 км².